# Hospice de Chablis
L'hospice de Chablis est situé sur la commune de Chablis, dans le département de l'Yonne, en France.

## Historique
L'édifice est inscrit partiellement pour sa chapelle au titre des monuments historiques par arrêté du 6 janvier 1927.